# La Passe FC
La Passe Football Club is een voetbalclub uit de Seychellen. Ze spelen in de Seychelles League, de hoogste voetbaldivisie van het land.

## Palmares
- Seychelles League

Winnaars (5) : 2002, 2004, 2005, 2009, 2021–2022

### CAFcompetities
- CAF Champions League: 1 deelname

2010 - Voorrondes